# Karl Manck
Karl Manck, auch Carl Manck oder Karl Mank, (* 1838; † 15. November 1888 in Dresden; vollständiger Name: Karl Friedrich August Manck) war ein deutscher Bauingenieur und kommunaler Baubeamter in Dresden.

## Leben
Manck studierte von 1852 oder 1853 bis 1858 Bauingenieurwesen an der Königlich Sächsischen Polytechnischen Schule Dresden. Nach dem Studium arbeitete er in der Königlich Sächsischen Wasserbaudirektion in Dresden, zunächst als Hilfsarbeiter, später als Assistent und Kondukteur. 1865 wechselte Manck in das Dresdner Stadtbauamt und leitete als Oberingenieur den städtischen Straßen- und Schleusenbau sowie das Wasserleitungswesen. Er war ab 1872 für die Planung und von 1875 bis 1877 für den Bau der Albertbrücke in Dresden verantwortlich. Anlässlich ihrer Eröffnung wurde ihm der Albrechts-Orden I. Klasse verliehen. Außerdem war Manck an der Planung der 1892–1895 erbauten, im Zweiten Weltkrieg zerstörten ersten Carolabrücke beteiligt.
Ab 1878 leitete Manck die neu gegründete Abteilung Tiefbauwesen im Dresdner Stadtbauamt. Er war in dieser Funktion unter anderem verantwortlich für das Neuanlegen und die Pflasterung von Straßen und Plätzen sowie die Überwölbung des Weißeritzmühlgrabens.

## Wissenschaftliche Arbeit
Einen Schwerpunkt des Wirkens Manks stellten dessen theoretische Arbeiten zur generellen Entwässerungsplanung dar, die auch Eingang in die einschlägige Fachliteratur fanden. Er veröffentlichte zudem in der Deutschen Bauzeitung Aufsätze zur Druckfestigkeit von Beton (um 1878), der hydraulischen Berechnung von Abwasserkanälen (1884) und einer Dampfwalzenkonstruktion (1887), für die er auch Patentinhaber war.

## Ausbau der Dresdner Kanalisation
Einen weiteren Schwerpunkt der Arbeit Mancks bildeten die Planung und der Ausbau der Dresdner Kanalisation. So führte er Anfang der 1880er Jahre Beton als Kanalbau-Werkstoff ein und standardisierte die bislang vielfältigen Querschnittsformen von Abwasserkanälen.
Sein gemeinsam mit Stadtbaurat Theodor Friedrich dem Dresdner Stadtrat im Jahre 1867 vorgelegtes „Schleußensystematisierungsproject“ verkörperte einen ersten Generalentwässerungsplan für die sich in der Gründerzeit schnell entwickelnde Stadt. Die darin konzipierten Hauptnetzstrukturen wurden zwar weitestgehend baulich verwirklicht, genügten aber bereits kurze Zeit später den Anforderungen nicht mehr. Insbesondere erwies es sich als eine Fehlentscheidung, die – heute selbstverständliche – Abschwemmung von Faeces mit dem Abwasser aus hygienischen Gründen und wegen ihrer damals üblichen und finanziell lohnenden Verwertung als Düngemittel nicht zum Grundsatz seiner Planungen zu machen. Einige Abschnitte der in den 1870er Jahren errichteten Abwasserkanäle mussten von Mancks Amtsnachfolger, Hermann Klette, rück- bzw. umgebaut werden. Dessen ungeachtet waren im Jahre 2016 noch immer etwa 65 km dieser alten Kanäle in Betrieb.